# Sid Meier
Sidney K. "Sid" Meier (Sarnia, Ontario, 1954. február 24. –) kanadai számítógépes játéktervező, aki számos népszerű stratégiai játékot tervezett. A Firaxis Games nevű fejlesztőcég vezetője.

## Élete
Meier a kanadai Ontarióban született. 1982-ben egy las vegasi kirándulás során Bill Stealey-jel együtt fedezték fel az egyik sarokban kiállított "Red Baron" repülőgép-szimulátort, és elhatározták, hogy ketten írnak egy hasonló jellegű programot. E célból megalapították a MicroProse-t. Első játékaik, a Solo Flight és a Hellcat Ace, megfelelően az elképzeléseknek, repülőgép-szimulátorok voltak. Az első nagy siker az 1984-es F-15 Strike Eagle volt. Innentől kezdve a MicroProse is elindult a felemelkedés útján. Meier ekkoriban elkezdett más műfajokkal is kísérletezni: először tengeralattjáró-szimulátorral, majd a körökre osztott stratégiák felé fordult. A legnagyobb siker azonban az 1986-os Pirates! volt, melyet nem lehetett egyértelműen besorolni egyik játékkategóriába sem: egyszerre volt stratégia és kaland, valamint szerepjáték. Ezt még jó néhány sikeres repülőszimulátor követte, majd 1990-ben megjelent a világ első "tycoon-típusú" játéka, a Railroad Tycoon. Ebben a stratégiai játékban jelentek meg először a real-time stratégiai építőjátékok klasszikus elemei.
1991-ben jelentette meg Sid Meier máig legnagyobb sikerét, a játéktörténelemben azóta is példátlanul népszerű Civilization-t. A játék egy körökre osztott stratégia volt, melyben az emberiség egy kiválasztott népét kellett az őskőkortól egészen a modern időkig terelgetni, mindezt kutatás-fejlődési fával és zseniális harcrendszerrel megtoldva. Folytatásai, az éppen csak az alapokat megtartó Colonization és a három évvel később megjelent új rész, a Civilization II is nagy sikerek lettek.
1996-ban a sorozatos nézeteltérések hatására Sid Meier elhagyta az addigra már kiadóvá hízott MicroProse-t, amelyben ő már rég nem töltött be semmilyen vezetői szerepet. Néhány kollégájával karöltve megalapította a Firaxis Games-t, amely eleinte főként az amerikai piacra készített stratégiai játékokkal volt jelen. A jogi problémák miatt nem készülhetett újabb Civilization-rész, ezért megalkotta az időbeli folytatást: az emberiség történetét az űrben folytató Sid Meier's Alpha Centaurit. 1999-ben Meiert beválasztották az Interaktív Művészetek és Tudományok Akadémiájának Halhatatlanok Csarnokába. Ekkoriban több fejlesztésről szóltak a hírek: az ígéretesnek tűnő Dinosaurs végül nem jelent meg, helyette 2001-ben érkezett a Civilization III, amely még mindig tudott újat nyújtani. 2002-ben a csődbe ment MicroProse-tól megvásárolta korábbi játékainak és más MicroProse-játékoknak a névjogait, melynek köszönhetően számos játékfolytatás érkezett. 2008-ban a Game Developers Conference életműdíjjal jutalmazta.
Sid Meier jelenleg az USA-beli Marylandben él, feleségével és Ryan nevű fiával.

## Játékai
- Spitfire Ace (1982)
- HellCat Ace (1982)
- Floyd of the Jungle (1982)
- NATO Commander (1984)
- Solo Flight (1984)
- Kennedy Approach (1985)
- F-15 Strike Eagle (1985)
- Silent Service (1985)
- Gunship (1986)
- Sid Meier's Pirates! (1987)
- F-19 Stealth Fighter (1988)
- F-15 Strike Eagle II (1989)
- Covert Action (1990)
- Railroad Tycoon (1990)
- Civilization (1991)
- Pirates! Gold (1993)
- Colonization (1994)
- Civilization II (1996)
- Magic: The Gathering (1997)
- Sid Meier's Gettysburg! (1997)
- Sid Meier's Antietam! (1998)
- Sid Meier's Alpha Centauri (1999)
- Civilization III (2001)
- Sid Meier's SimGolf (2002)
- Sid Meier's Pirates! (2004)
- Civilization IV (2005)
- Sid Meier's Railroads! (2006)
- Civilization Revolution (2007)
- Civilization IV: Colonization (2008)
- Civilization V (2010)
- Sid Meier's CivWorld (2011)
- Ace Patrol (2013)
- Sid Meier's Beyond Earth (2014)
- Sid Meier's Beyond Earth: Rising tide (2015)
- Sid Meier’s Civilization VI (2016)
- Sid Meier’s Civilization VI: Gathering Storm (2019)